# Paraparatrechina
Paraparatrechina (лат.) — род мелких муравьёв из подсемейства Формицины. Встречаются в тропиках Старого Света. Известно около 40 видов. Ранее его представителей включали в состав рода Paratrechina.

## Распространение
Палеотропики: Афротропика, Мадагаскар, Азия и Австралия.

## Описание
Мелкие муравьи (рабочие 1—2 мм, матки 3—5 мм). Основная окраска желтовато-коричневая. У темных видов металлический отблеск покровов, как правило, имеет более темный синевато-фиолетовый оттенок, в то время как у более светлых видов радужная оболочка либо слабо выражена, либо отражает более розовато-фиолетовый оттенок. Paraparatrechina обычно легко отличить от других родов формицин по уникальному мезосомному признаку размещения волосков: две пары прямых волосков на пронотуме, одна пара на мезонотуме и одна пара на проподеуме. Сходный род Nylanderia, который чаще всего путают с Paraparatrechina, никогда не имеет пары прямых волосков на проподеуме. Мандибулы Paraparatrechina также имеют пять зубцов, в то время как у Nylanderia их обычно шесть.

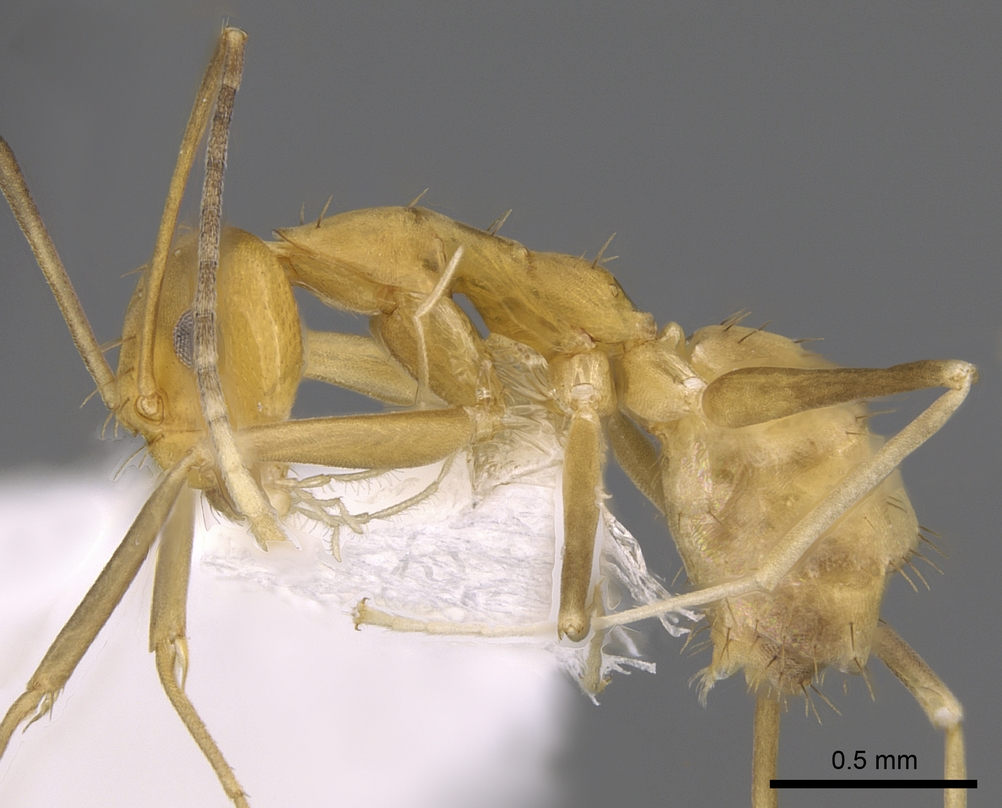
Paraparatrechina pallida
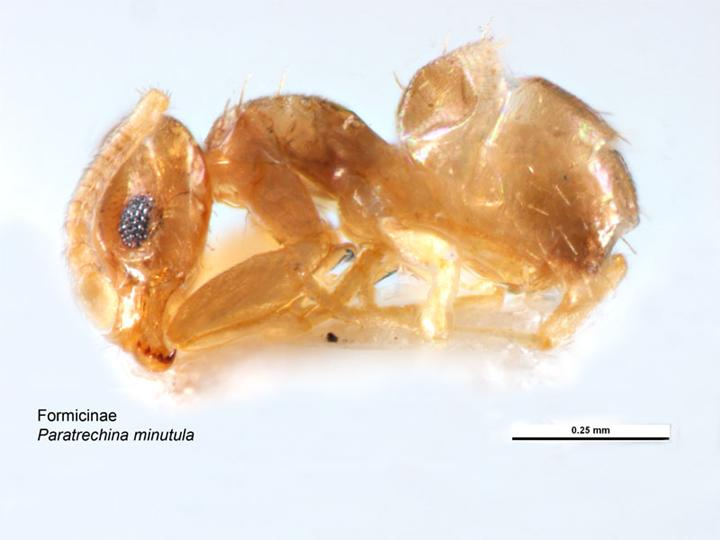
Paraparatrechina minutula

## Систематика
Известно около 40 видов. Таксон Paraparatrechina был впервые выделен в 1947 году в качестве подрода в составе рода Paratrechina и рассматривался в этом статусе (или был его синонимом) до 2010 года, когда получил отдельный родовой ранг. Род включают в трибу Lasiini. Ранее в состав рода Paratrechina включали более 100 видов. В 2010 году многие его виды выделили в другие роды (например, Nylanderia и Paraparatrechina).
Состав на 2024 год:
- Paraparatrechina albipes (Emery, 1899)
- Paraparatrechina brunnella LaPolla, Cheng & Fisher, 2010
- Paraparatrechina bufona (Wheeler, 1922)
- Paraparatrechina butteli (Forel, 1913)
- Paraparatrechina caledonica (Forel, 1902)
- Paraparatrechina concinnata LaPolla, Cheng & Fisher, 2010
- Paraparatrechina dichroa (Karavaiev, 1933)
- Paraparatrechina emarginata (Forel, 1913)
- Paraparatrechina foreli (Emery, 1914)
- Paraparatrechina glabra (Forel, 1891)
- Paraparatrechina gnoma LaPolla, Cheng & Fisher, 2010
- Paraparatrechina illusio LaPolla & Fisher, 2014[8]
- Paraparatrechina iridescens (Donisthorpe, 1942)
- Paraparatrechina kongming (Terayama, 2009)
- Paraparatrechina koningsbergeri (Karavaiev, 1933)
- Paraparatrechina lecamopteridis (Donisthorpe, 1941)
- Paraparatrechina luminella LaPolla & Fisher, 2014[8]
- Paraparatrechina minutula (Forel, 1901)
- Paraparatrechina myops LaPolla, Cheng & Fisher, 2010
- Paraparatrechina nana (Santschi, 1928)
- Paraparatrechina nettae (Forel, 1911)
- Paraparatrechina oceanica (Mann, 1921)
- Paraparatrechina ocellatula LaPolla, Cheng & Fisher, 2010
- Paraparatrechina opaca (Emery, 1887)
- Paraparatrechina oreias LaPolla, Cheng & Fisher, 2010
- Paraparatrechina pallida (Donisthorpe, 1947)
- Paraparatrechina pusillima (Emery, 1922)
- Paraparatrechina sakurae (Ito, 1914)
- Paraparatrechina sakuya Terayama, 2013[9]
- Paraparatrechina sauteri (Forel, 1913)
- Paraparatrechina splendida LaPolla, Cheng & Fisher, 2010
- Paraparatrechina subtilis (Santschi, 1920)
- Paraparatrechina tapinomoides (Forel, 1905)
- Paraparatrechina umbranatis LaPolla, Cheng & Fisher, 2010
- Paraparatrechina weissi (Santschi, 1910)